# Câmara Júnior Internacional
A JCI - Junior Chamber International é uma organização não governamental de jovens entre 18 e 40 anos. Possui membros em cerca de 124 países e organizações regionais ou nacionais na maioria deles.

## História
Aos 18 anos, Henry Giessenbier Jr. formou o Herculaneum Dance Club, uma local de encontro social para os jovens. Desconhecido na época, Giessenbier estava lançando as bases para o que se tornaria um movimento global. Em 13 de outubro de 1915, o primeiro Movimento da JCI foi fundado quando 32 homens se uniram para formar a Young Men’s Progressive Civic Association (YMPCA) no Mission Inn, localizado em sua cidade natal, St. Louis, EUA.
Os membros da YMPCA receberam reconhecimento da comunidade em geral, no entanto, em 30 de novembro de 1915, o reconhecimento oficial da organização foi concedido após a inscrição como membro da Mayor’s Conference of Civic Organizations. Um ano depois, a YMPCA ficou conhecida como Junior Citizens e logo depois, Câmara Júnior dos Estados Unidos, após se filiar à Câmara de Comércio de St. Louis.
Em 11 de dezembro de 1944, foi realizado um Congresso Interamericano na Cidade do México. Representantes dos Estados Unidos, Costa Rica, El Salvador, Guatemala, Honduras, México, Nicarágua e Panamá se reuniram para estabelecer oficialmente a associação cívica de Henry Giessenbier como organização internacional, Junior Chamber International.
Em 2015, a organização completou seu 100º aniversário.

## Carta de Princípios
Nós Acreditamos:

Que a fé em Deus dá sentido e finalidade à vida,
Que a fraternidade entre os homens transcende a soberania das nações,
Que a justiça econômica pode ser melhor obtida por homens livres através da livre iniciativa,
Que os governos devem ser de leis mais que de homens,
Que o grande tesouro da terra está na personalidade humana,

E que servir a humanidade é a melhor obra de uma vida.

## Parceiros
- ONU
- UNICEF
- UNESCO
- ECOSOC
- ICC